# Рагби 13 репрезентација Либана
Рагби 13 репрезентација Либана представља Републику Либан  у екипном, колизионом спорту, рагбију 13.
Либанским рагбијем 13 руководи рагби 13 федерација Либана, чије је седиште у селу Сафра, у западном делу Републике Либан. Либан је тренутно 13. на светској рагби 13 ранг листи. Боје дреса, шорца и чарапа су црвена, морска зелена и бела. Символ либанског рагбија 13 је медитеранско дрво кедар, род четинара.
Либанци су почели да играју рагби лигу 1997. Рагби 13 репрезентација Либана је до сада учествовала, на два Светска првенства (2000 и 2017), а учествоваће и на Светском првенству 2022. у Великој Британији. Велики успех је забележен на Светском првенству 2017. у Океанији, каду су Либанци доспели до четвртфинала. 
Највише утакмица за Либан одиграо је Кристофер Салем, он је забио и највише есеја. Највише поена је постигао Хазем Ел Масри. Либан је до сада четири пута играо против рагби 13 репрезентације Републике Србије и сва четири пута смо изгубили од Либана.
Тринаестичари Либана су највећа азијска сила у овом спорту. Тренутни капитен либанске рагби 13 репрезентације је Роби Фара, а селектор је господин Мајкл Чека.

## Историја рагбија 13 у Републици Либану

### Почетак
Аустралијанци су промовисали рагби 13 спорт у Либану, крајем двадесетог столећа.
Прву историјску утакмицу, тринаестичари Либана су одиграли у Токију, против Јапана у 1998. и победили су 28-52, као гости.

### Светско првенство у рагбију тринаест 2000.
Либан је био у медитаренској групи у квалификацијама за Мондијал 2000. Либанци су победили Италијане 36-16, па су надиграли Мароко 104-0. У баражу за одлазак на Мондијал, Либанци су победили победника пацифичке групе, селекцију САД 62-8. Светско првенство у рагбију тринаест 2000. одржано је у Европи. Либан је био у групи 2, са Новим Зеландом, Куковим Острвима и Велсом. По пљуску Либан је у Глостеру, претрпео убедљив пораз од Новог Зеланда, пред 2 500 љубитеља рагбија, затим је Либан изгубио од Велса у Љанелију, 24-22. У трећем колу, Либанци су одиграли нерешено са Куковим Острвима 22-22, у Кардифу пред 17 000 гледалаца. Либанци су завршили учешће на трећем месту на табели у групи 2, са једним освојеним бодом.

### Светско првенство у рагбију тринаест 2008.
Либан је у квалификацијама играо против Русије и Ирске, али се није пласирао у групну фазу дванаестог мондијала.

### Светско првенство у рагбију тринаест 2013.
У квалификацијама за тринаести мондијал, Либан је победио Русију и Србију, али је одиграо нерешено против Италије. Због боље поен разлике на светску смотру, отишли су Италијани.

### Светско првенство у рагбију тринаест 2017.
Либан је у квалификацијама за четрнаести мондијал, победио Јужноафричку Републику. Либанци су били у групи смрти, са Аустралијом, Енглеском и Француском. Бред Фитлер је био селектор Либанаца. Либан је победио Француску 29-18, а изгубио од Енглеске 10-29. Очекивано Либан је изгубио од Аустралије 0-34. У четвртфиналу Либан је елиминисан од Тонге, 22-24.

### Светско првенство у рагбију тринаест 2022.
Либан ће бити учесник шеснаестог мондијала, који ће бити одржан у колевци рагбија 13, Енглеској, на јесен 2022.

### Медитерански куп у рагбију тринаест
Либан је шест пута освајао Медитерански куп, 1999, 2002, 2003, 2004, 2016 и 2017.

### Првенство Азије и Африке у рагбију тринаест
Либан је освојио Првенство Азије и Африке 2015.

### Учинак рагби 13 репрезентације Републике Либана
| Противник              | Одиграно утакмица | Победа Либана | Нерешено | Пораз Либана |
| ---------------------- | ----------------- | ------------- | -------- | ------------ |
| Аустралија             | 1                 | 0             | 0        | 1            |
| Канада                 | 1                 | 0             | 0        | 1            |
| Кукова Острва          | 3                 | 0             | 1        | 2            |
| Енглеска               | 1                 | 0             | 0        | 1            |
| Француска              | 5                 | 4             | 0        | 1            |
| Фиџи                   | 4                 | 2             | 0        | 2            |
| Ирска                  | 3                 | 1             | 2        | 0            |
| Италија                | 8                 | 6             | 1        | 1            |
| Јапан                  | 1                 | 1             | 0        | 0            |
| Малта                  | 4                 | 4             | 0        | 0            |
| Мароко                 | 4                 | 4             | 0        | 0            |
| Нови Зеланд            | 1                 | 0             | 0        | 1            |
| Ниује                  | 1                 | 1             | 0        | 0            |
| Русија                 | 4                 | 3             | 0        | 1            |
| Самоа                  | 0                 | 0             | 0        | 1            |
| Шкотска                | 0                 | 0             | 0        | 1            |
| Србија                 | 4                 | 4             | 0        | 0            |
| Јужноафричка Република | 2                 | 2             | 0        | 0            |
| Тонга                  | 1                 | 0             | 0        | 1            |
| САД                    | 1                 | 1             | 0        | 0            |
| Велс                   | 2                 | 1             | 0        | 1            |

| Одиграно утакмица | Победа Либана | Нерешено | Пораз Либана | Постигнути поени | Примљени поени | Поен разлика |
| ----------------- | ------------- | -------- | ------------ | ---------------- | -------------- | ------------ |
| 52                | 33            | 4        | 15           | 1 748            | 1 000          | + 748        |

### Учинак рагби 13 репрезентације Републике Либана на Светским првенствима у рагбију 13
- Светско првенство у рагбију тринаест 2000. у Европи. Либан је био учесник групне фазе.
- Светско првенство у рагбију тринаест 2008. у Аустралији. Либан није прошао квалификације.
- Светско првенство у рагбију тринаест 2013. у Европи. Либан није прошао квалификације.
- Светско првенство у рагбију тринаест 2017. у Океанији. Учесник четвртфинала.
- Светско првенство у рагбију тринаест 2022. у Енглеској. Либан ће бити учесник.

## Тренутни састав рагби 13 репрезентације Републике Либана
- Дени Баракат
- Адам Дујихи
- Џејми Кларк
- Џејмс Елијас
- Роби Фара, капитен
- Ахмат Елаз
- Ник Касис
- Ендру Кази
- Ентони Лајон
- Мајкл Лича
- Мичел Мамари
- Билал Марбани
- Абас Миски
- Тим Мана
- Мичел Мосес
- Реј Мујали
- Рис Робинсон
- Тревис Робинсон
- Крис Саб
- Рејмонд Сабат
- Џалел Сиви Дербас
- Елијас Сукар
- Алекс Твал
- Џејсон Вебе

## Статистика и рекорди
- Прва утакмица либанске рагби 13 репрезентације, против Јапана у Токиу, 28-52, 1998.
- Највећа победа либанске рагби 13 репрезентације, против Марока у Француској, 0-104, 1999.
- Најтежи пораз либанске рагби 13 репрезентације, од Русије, 0-80, 2008.
- Највише наступа за национални тим Либана у рагбију 13, Кристофер Салем, 19 утакмица.
- Највише датих есеја за Либан, Кристофер Салем, 15 есеја.
- Највише постигнутих поена за Либан, Хазер Ел Масри, 196 поена.